# Bătălia de la Severodonețk (2022)
Bătălia de la Sievierodonețk a fost un angajament militar în cadrul bătăliei mai ample din Donbas din cadrul ofensivei din estul Ucrainei din cadrul invaziei rusești din 2022 în Ucraina. Orașul Sievierodonetsk este în prezent centrul administrativ interimar al regiunii Luhansk. În mai 2022, Sievierodonetsk și orașul vecin Lysychansk erau singurele părți notabile ale oblastului care au rămas sub control ucrainean. Până la 14 iunie 2022, forțele rusești au preluat controlul asupra celei mai mari părți a orașului și au tăiat toate căile de evacuare.
Pe 24 iunie 2022, unităților ucrainene li s-a ordonat să se retragă din oraș, iar a doua zi forțele separatiste ruse și pro-ruse au capturat în totalitate Sievierodonetsk.